# Mauryców (Łask)
Pour les articles homonymes, voir Mauryców.
Mauryców (prononciation [mauˈrɨt͡suf]) est un village de la gmina de Wodzierady, du powiat de Łask, dans la voïvodie de Łódź, situé dans le centre de la Pologne.
Il se situe à environ 7 kilomètres au sud de Wodzierady (siège de la gmina), 10 kilomètres au nord de Łask (siège du powiat) et 25 kilomètres au sud-ouest de Łódź (capitale de la voïvodie).

## Administration
De 1975 à 1998, le village était attaché administrativement à l'ancienne voïvodie de Sieradz.

Depuis 1999, il fait partie de la nouvelle voïvodie de Łódź.